# Ständchen, WAB 84.2
Ständchen (Sérénade), WAB 84.2, est une œuvre chorale composée par Anton Bruckner vers 1846.

## Historique
Bruckner a composé cette sérénade, qu'il dédia à Mme Schlager, l'épouse du maire de Saint-Florian, au début de son séjour à l'Abbaye de Saint-Florian. Pour cette composition, Bruckner utilisa un texte, qu'il avait déjà utilisé pour le lied inachevé Wie des Bächleins Silberquelle, WAB 84.1,.
On ne sait pas quand la pièce a été créée. L'œuvre, dont le manuscrit original est archivé à la Liedertafel Frohsinn,,  a été d'abord publiée dans le Volume II/2, pp. 61 à 64 de la biographie Göllerich/Auer. Elle a par la suite été publiée en 1954, avec Sternschnuppen, dans la Chorblattreihe de Robitschek, Vienne. L'œuvre est éditée dans le Volume XXIII/2, no 3 de la Bruckner Gesamtausgabe.

## Texte
Ständchen est basé sur un texte d'un auteur inconnu (peut-être Ernst Marinelli).
| Wie des Bächleins Silberquelle Ruhig durch die Fluren bricht Und des Mondes goldne Helle Freundlich uns zum Herzen spricht: Wandle froh durchs Leben weiter, Frei von Kummer und von Leid, Jeder Tag beginne heiter Und entflieh' mit Seligkeit. | Comme la source argentée du ruisseau Coule calmement à travers les prés Et la lumière dorée de la lune Parle amicalement à notre cœur : Marchez joyeusement à travers le reste de votre vie, Libre de tristesse et de douleur, Que chaque jour commence gaiement Et évolue en une béatitude. |

## Composition
L'œuvre de 29 mesures en 6/8 est en sol majeur. Elle est conçue pour quatuor vocal d'hommes (TTBB) et soliste ténor.
Pendant les 18 premières mesures, le texte est chanté par le ténor soliste avec accompagnement en fredonnement. À partir de la mesure 19, la deuxième partie (Wandle froh durchs Leben weiter) est chantée par le quatuor vocal.

## Discographie
Il y a un seul enregistrement de Ständchen :
- Thomas Kerbl, Quatuor de la Männerchorvereinigung Bruckner 12, Michael Nowak (ténor), Weltliche Männerchöre – CD : LIVA 054, 2012

## Sources
- August Göllerich, Anton Bruckner. Ein Lebens- und Schaffens-Bild, vers 1922 – édition posthume par Max Auer, G. Bosse, Ratisbonne, 1932
- Anton Bruckner – Sämtliche Werke, Band XXIII/2: Weltliche Chorwerke (1843-1893), Musikwissenschaftlicher Verlag der Internationalen Bruckner-Gesellschaft, Angela Pachovsky et Anton Reinthaler (Éditeurs), Vienne, 1989
- Uwe Harten, Anton Bruckner. Ein Handbuch. Residenz Verlag, Salzbourg, 1996.  (ISBN 3-7017-1030-9).
- Cornelis van Zwol, Anton Bruckner 1824-1896 – Leven en werken, uitg. Thot, Bussum, Pays-Bas, 2012.  (ISBN 978-90-6868-590-9)
- Crawford Howie, Anton Bruckner - A documentary biography, édition révisée en ligne